# Fürstentum Pontinha

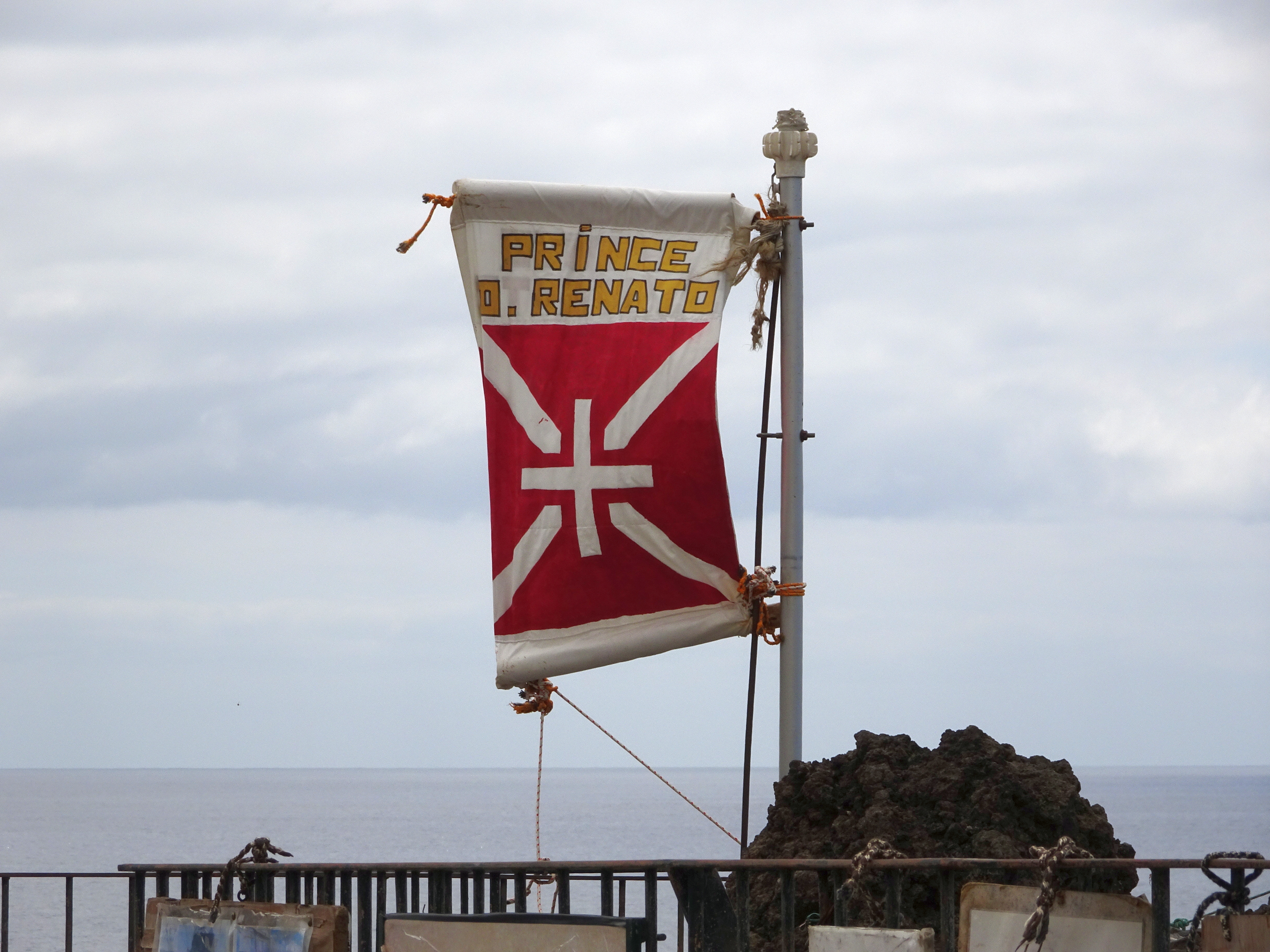
Fahne auf der Aussichtsplattform des Fürstentums Pontinha (2016)

Das Fürstentum Pontinha ist eine Mikronation von etwa 178 m2 Grundfläche auf der Felsformation des ehemaligen Forte de São José, zirka 70 Meter vor der Küste von Funchal auf Madeira. Dieses Fort war in früheren Zeiten eine Festung der Tempelritter.  Wie andere Mikronationen auch, wird das Fürstentum von anderen  Staaten nicht anerkannt.

## Geschichte

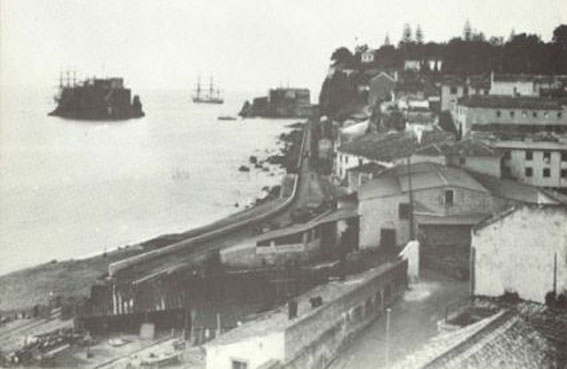
Pontinha um 1900

Der aus Funchal stammende Kunstlehrer Renato Barros, der auch die portugiesische Staatsangehörigkeit besitzt, bezeichnet sich als Prinz Dom Renato Barros I., absoluter Herrscher über das Territorium, das er im Jahr 2000 für 25.000 Euro erwarb und 2007 zum souveränen Staat erklärte.
Die Hoheitsrechte wurden in einem königlichen Brief Karls I. von Portugal aus dem Jahr 1903 dem Besitzer des Territoriums eingeräumt. Im gleichen Jahr hatte Karl I. das Gebiet an die wohlhabende Familie Blandy verkauft, um den Bau des Hafens mitzufinanzieren. Deren Erben hatten kein Interesse mehr an der ehemaligen Festung und verkauften sie an Barros.

## Gegenwart

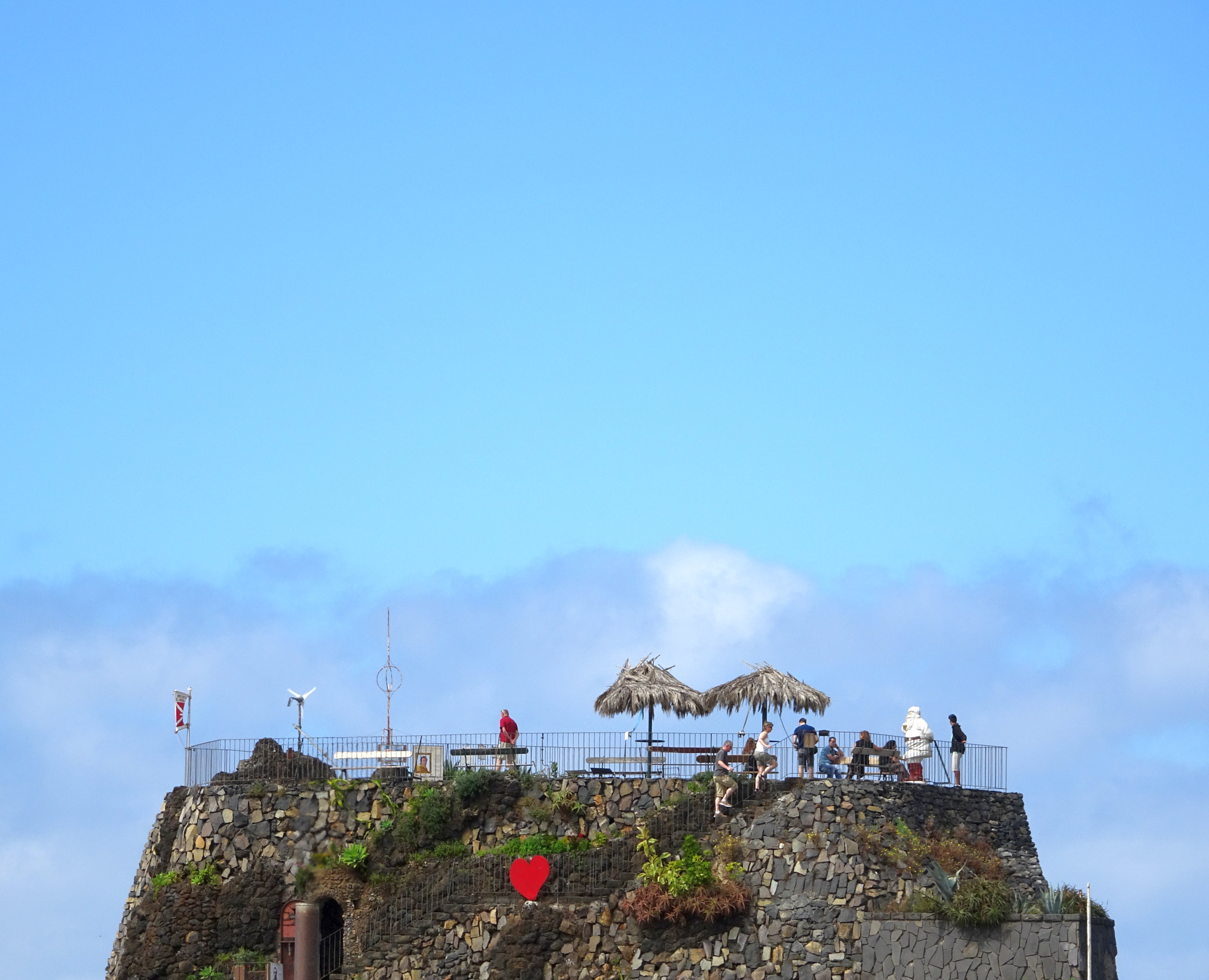
Die Spitze der Felsformation mit Aussichtsplattform (2016)

2009 wurde auf dem Territorium des Fürstentums Pontinha zusammen mit drei Skeletten und drei Schwertern ein vier Zoll langer Nagel gefunden, der vom Typ her einen von Tausenden darstellt, wie sie von den antiken Römern für Kreuzigungen verwendet wurden. Archäologen datieren ihn auf das erste oder zweite Jahrhundert n. Chr. Er befand sich in gutem Erhaltungszustand und war in einem dekorierten Kästchen aufbewahrt, was die Annahme nahelegt, dass er als Heiliger Nagel verehrt wurde.
2014 besaß das Fürstentum Pontinha vier Staatsbürger: Renato Barros, seine Ehefrau und ihre zwei Kinder.
Touristen haben freien Zutritt zu der Mikronation, ohne ihre Reisepässe vorzeigen zu müssen. Als der damalige Präsident Madeiras, Alberto João Jardim 2007 von der Gründung des Fürstentums erfuhr, bot er an, die Insel zurückzukaufen, was Barros jedoch ablehnte. Die Insel versorgt sich selbst über ein Windrad und Solarzellen mit Strom, da ein Anschluss an das Netz Madeiras verweigert wurde.

## Anerkennung, Beziehungen zu Portugal und der Europäischen Union
Portugal erkennt die Abspaltung von Madeira nicht an, unternimmt allerdings auch nichts gegen das winzige, unbewaffnete Fürstentum, dessen Herrscher sich als Pazifist versteht. Seinerseits verzichtet das Fürstentum Pontinha auf die Nutzung seiner, sich mit der Madeiras überschneidenden, 200-Meilen-Zone, auf das Erheben von Hafengebühren bei den häufig einlaufenden Kreuzfahrtschiffen und auf das Einschleusen von afrikanischen Bootsflüchtlingen in die Europäische Union.
Das Fürstentum Pontinha wiederum erkennt Tibet als unabhängigen Staat an.

## Lage
Die ehemalige Insel ist jetzt Bestandteil der Hafenmole von Funchal.